# Souimangahoningzuiger
De souimangahoningzuiger (Cinnyris sovimanga; synoniem: Nectarinia sovimanga) is een zangvogel uit de familie Nectariniidae (honingzuigers). 

## Verspreiding en leefgebied
Deze soort telt vijf ondersoorten:
- C. s. sovimanga: Madagaskar (behalve het zuiden), de Glorieuzen (noordelijk van Madagaskar).
- C. s. apolis: zuidelijk Madagaskar.
- C. s. aldabrensis: Aldabra (Seychellen).
- C. s.  abbotti (Abbotts honingzuiger): eilanden ten zuiden van Aldabra (Seycellen)
- C. s. buchenorum: Cosmoledo en Astove eilanden ten oosten van Aldabra-groep (Seychellen)